# حرشون
بلدية حرشون أُنشئت بعد التقسيم الإداري سنة 1984 تابعة إقليميا لولاية الشلف دائرة الكريمية، تبعد بـ 20 كلم عن مقر عاصمة الولاية الشلف ويمر على إقليمها الطريق السيار شرق غرب بطول قدره 20 كلم. حيث يوجد على إقليمها مدخل ومحول للطريق السيار بمنطقة المزاوات. تحتوي المنطقة على مركز دفع للدخول والخروج للطريق السيار  من أشهر مناطقها: منطقة المزاوات، بقعة الثنية، القواشحية، العبادل، أولاد سي الطاهر، أولاد بوعيشة، الخضر، المقارة، العكايش، المساعدية، البزاير، الهبابزة.